# Saint-Sever
Saint-Sever – miejscowość i gmina we Francji, w regionie Nowa Akwitania, w departamencie Landy.
Według danych na rok 1990 gminę zamieszkiwało 4536 osób, a gęstość zaludnienia wynosiła 97 osób/km² (wśród 2290 gmin Akwitanii Saint-Sever plasuje się na 88. miejscu pod względem liczby ludności, natomiast pod względem powierzchni na miejscu 137.).
Nazwa miejscowości pochodzi od imienia św. Sewera.